# 崔占福
崔占福（1942年7月6日—），河北高邑人，中华人民共和国政治人物。

## 生平
1962年进入中国人民解放军军事工程学院电子工程系导航专业学习。1996年11月至2003年2月，担任国务院副秘书长。2003年2月至2008年4月，升任国务院参事室主任。2008年，改任全国政协文史和学习委员会副主任。